# Alexandr Trópnikov
Alexandr Anatólievich Trópnikov –en ruso, Александр Анатольевич Тропников– (Cherepanovo, 1 de agosto de 1965) es un deportista ruso que compitió en biatlón (a partir de 1997 bajo la bandera de Tayikistán), Ganó una medalla de oro en el Campeonato Mundial de Biatlón de 1992, en la prueba por equipos.

## Palmarés internacional
| Representando a la CEI |                     |                |        |
| Campeonato Mundial     |                     |                |        |
| Año                    | Lugar               | Medalla        | Prueba |
| 1992                   | Novosibirsk (Rusia) | Medalla de oro | equipo |